# Варшава-Центральна
Варшава-Центральна, також Центральний залізничний вокзал імені Станіслава Монюшка (пол. Dworzec Centralny im. Stanisława Moniuszki) — провідна залізнична станція категорії «Преміум» та центральний вокзал Варшави на Варшавській трансміській залізниці. Розташована на Єрусалимських Алеях, 56.

## Опис
Станція має чотири підземні острівні платформи з вісьмома коліями. Обслуговує понад 2 млн пасажирів на рік та здійснює посадку/висадку пасажирів на міжміські та міжнародні поїзди перевізників PKP Intercity і Przewozy Regionalne, а також деякі регіональні поїзди, що експлуатуються Мазовецькою залізницею.

## Історія
У 1972 році розпочалося будівництво станції. 5 грудня 1975 року відбулося урочисте відкриття. Вокзал був побудований під час буму 1970-х років, коли Польська Народна Республіка отримала багато західних кредитів, а старий вокзал Варшава-Головна мав обмежені потужності з пасажиропотоком.
Станція була побудована занадто швидко, що позначилося на якості. У 1980-х років давалося в знаки погіршення стану вокзалу, але попри це, будівля була дуже сучасною на свій час, маючи ескалатори та розсувні автоматичні двері.
На думку багатьох станція мала бути знесена, а на її місці збудована нова, проте через Євро 2012 плани були змінені. Відповідно до них, знос передбачався лише у 2014—2018 роках, то ж у 2011—2012 роках станція Варшава-Центральна отримала косметичні зміни, насамперед реконструкцію багатьох підземних переходів, що були впроваджені безпосередньо на перонах станції. Підземний вокзал має 4 платформи та 8 колій.
З підземних переходів, що сполучають перони з містом, є можливість швидко дістатися до  трамвайних зупинок, не виходячи на поверхню.
Поруч зі станцією, розташований торговельний центр «Злоте Тараси» та велика кінцева зупинка автобусних маршрутів.
24 липня 2019 року рішенням обласного консерватора будівля вокзалу як зразок модернізму внесена до реєстру пам'яток архітектури.

## Розташування
Біля станції Варшава-Центральна розташовані ще дві залізничні станції: на заході — Варшава-Середмістя (WKD), кінцева зупинка Варшавської приміської залізниці (обслуговує легкорейкової лінії); на схід — Варшава-Середмістя (обслуговує приміські поїзди Мазовецької залізниці та швидкої міської залізниці) та станція лінії M1 Варшавського метрополітену «Центрум» (пол. A-13 Centrum), яка відкрита 26 травня 1998 року.

## Галерея

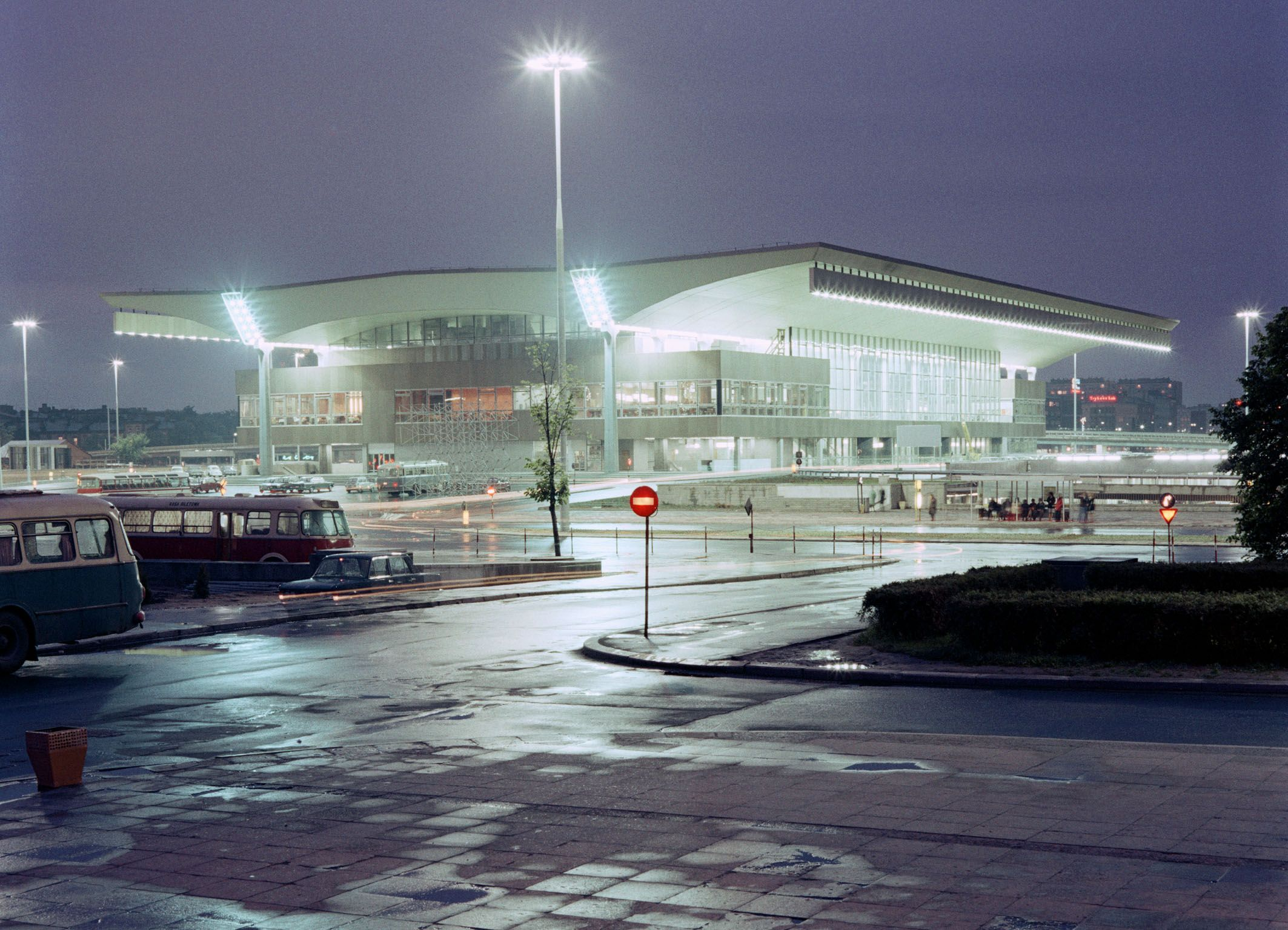
Варшава-Центральна (1970-ті)
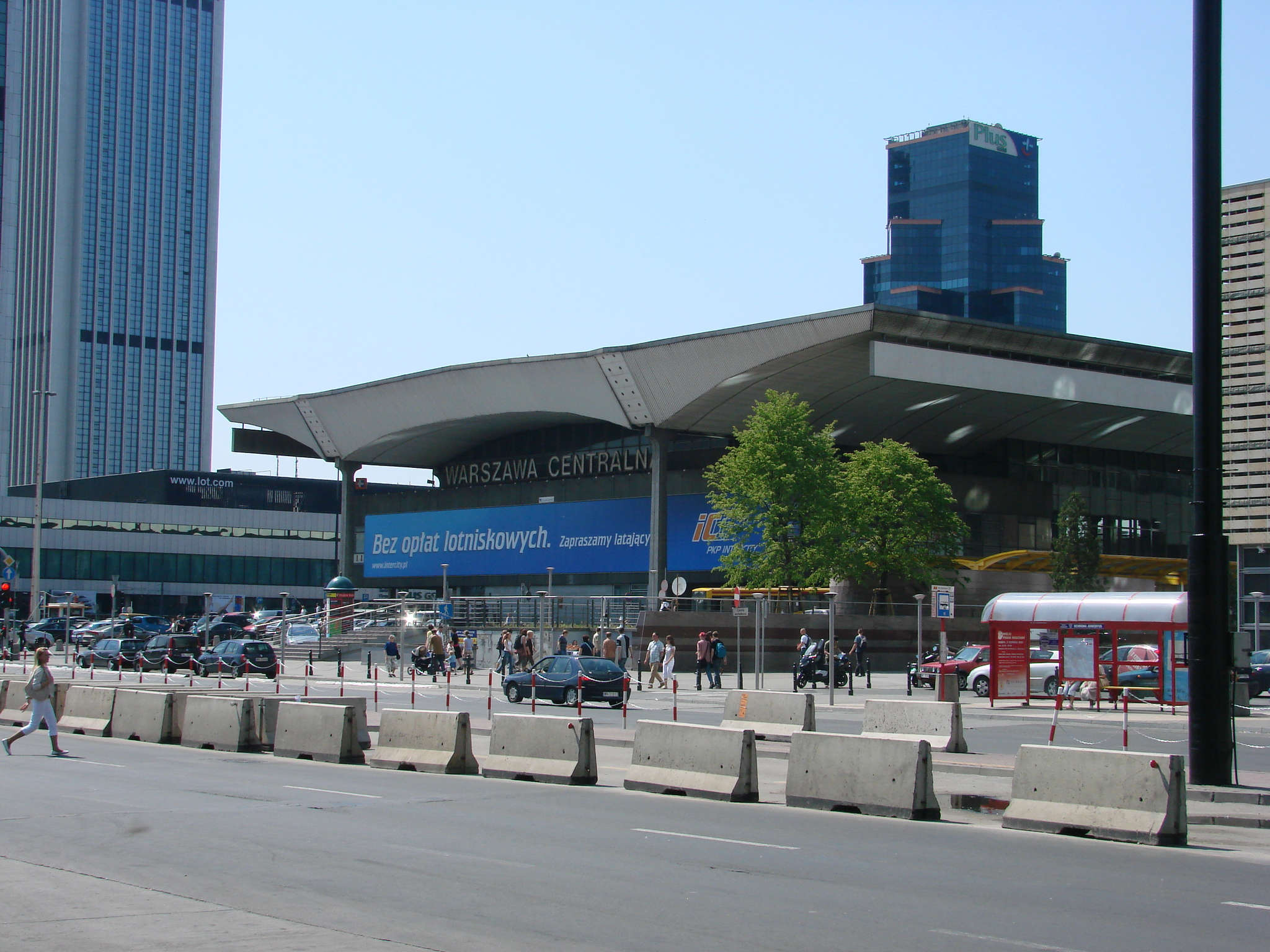
Вокзал Варшава-Центральна
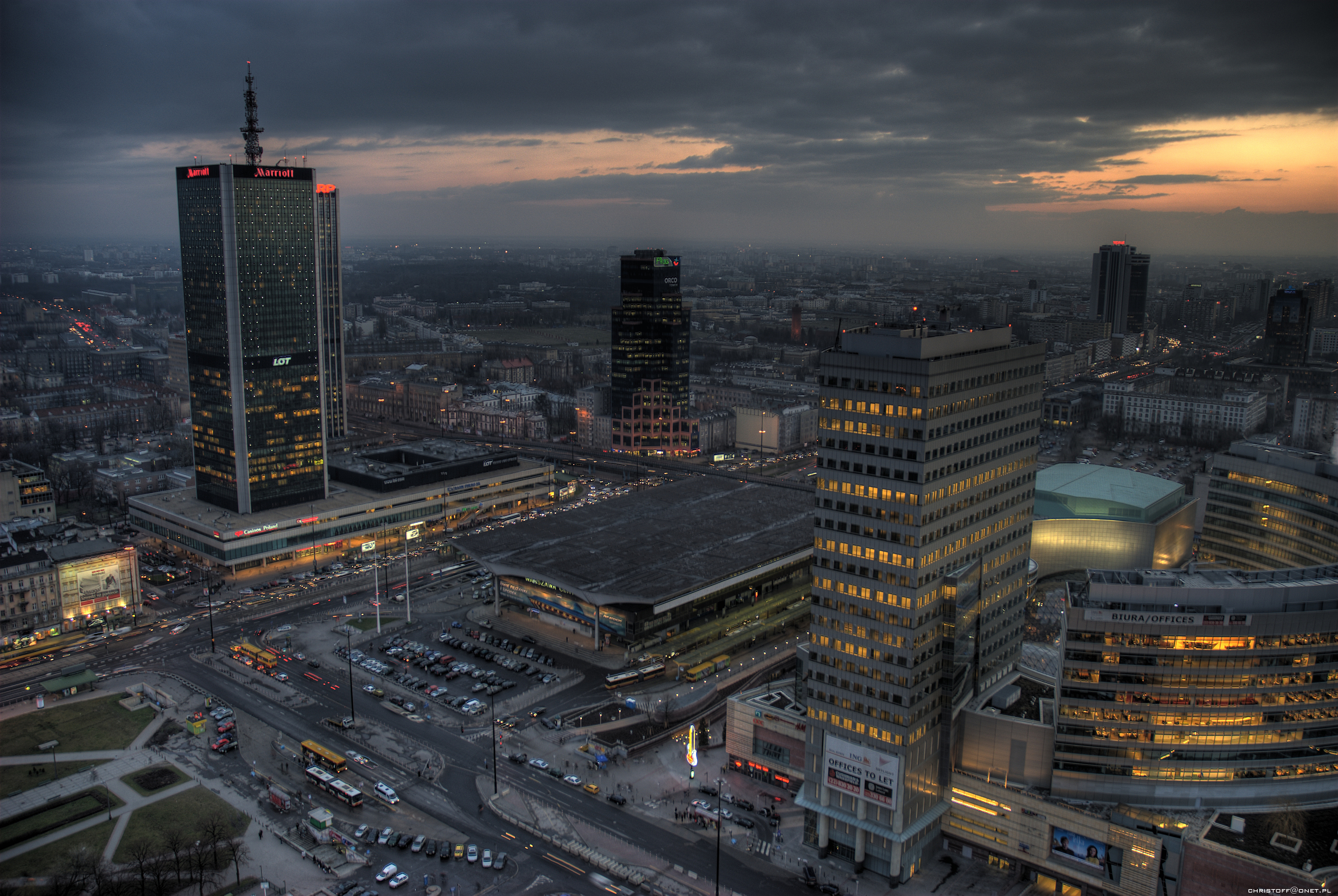
Станція і околиці вночі
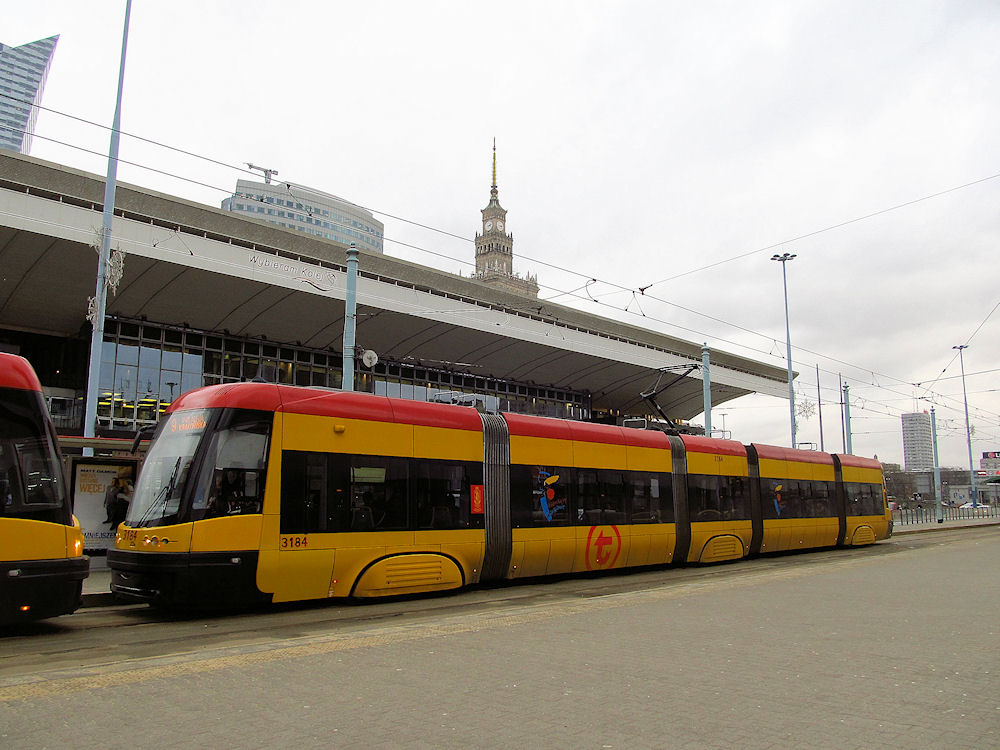
Варшавський трамвай біля вокзалу
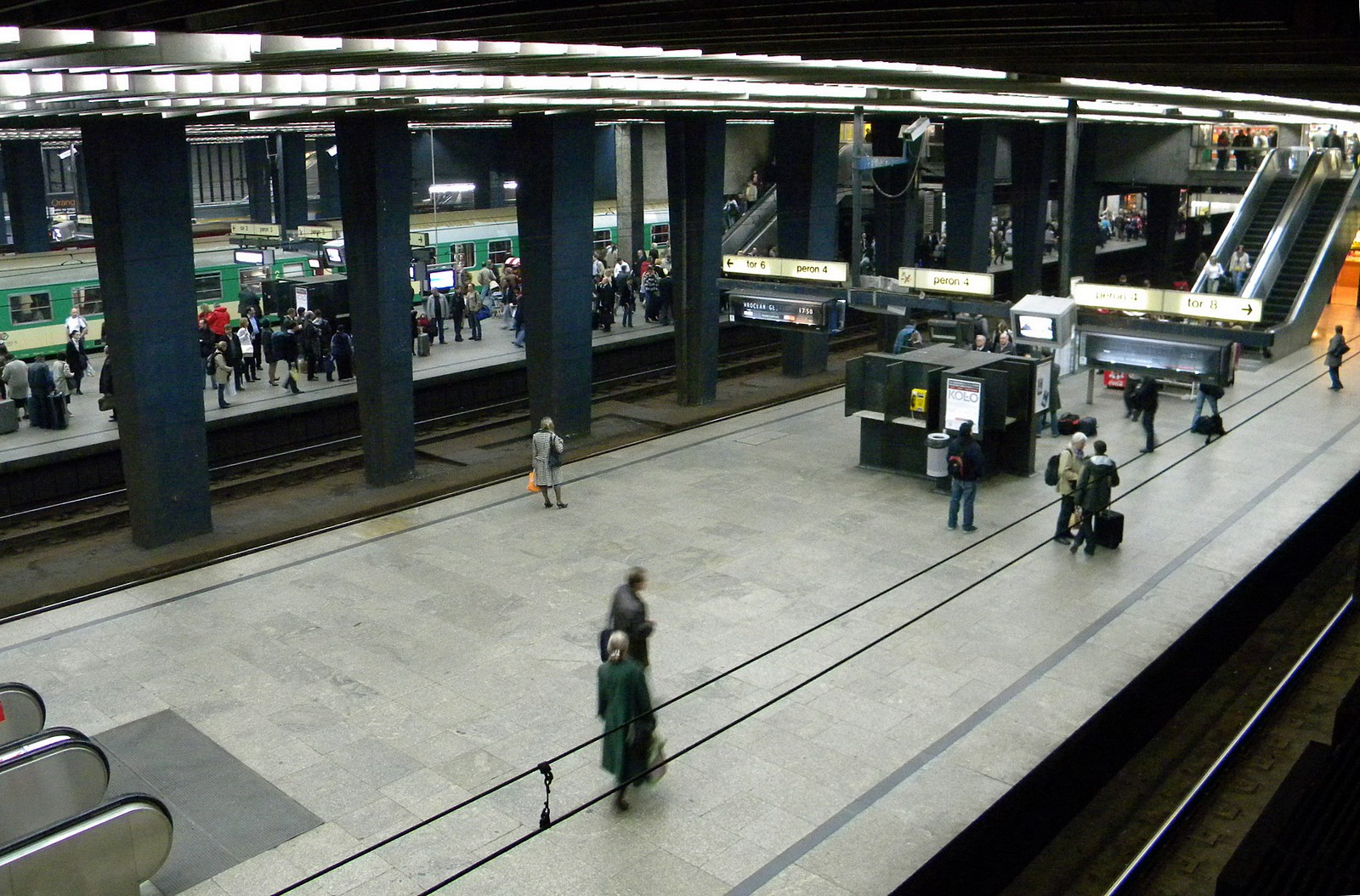
Перони станції